# 1215 Boyer
1215 Boyer eller 1932 BA är en asteroid i huvudbältet som upptäcktes den 19 januari 1932 av den franske astronomen Alfred Schmitt vid Algerobservatoriet. Den har fått sitt namn efter den franske astronomen Louis Boyer.
Asteroiden har en diameter på ungefär 13 kilometer och den tillhör asteroidgruppen Maria.